# Chloraea fonkii
Chloraea fonkii là một loài thực vật có hoa trong họ Lan. Loài này được Phil. mô tả khoa học đầu tiên năm 1858.